# Madina Sidakowa
Madina Czermienowna Sidakowa (ros. Мадина Черменовна Сидакова; ur. 3 października 1993) – białoruska zapaśniczka walcząca w stylu wolnym. Siódma na mistrzostwach Europy w 2017. Siódma w Pucharze Świata w 2013 roku.